# Port lotniczy Ćemovsko Polje
Port lotniczy Ćemovsko Polje – lotnisko zlokalizowane w Ćemovsko Polje, koło Podgoricy w Czarnogórze. Jest szóstym co do wielkości portem lotniczym w tym kraju. Jest używany do celów sportowych.